# Ust-Tsilemsky (huyện)
Huyện Ust-Tsilemsky (tiếng Nga: ? райо́н) là một huyện hành chính tự quản (raion), của Cộng hòa Komi, Nga. Huyện có diện tích 42511 kilômét vuông, dân số thời điểm ngày 1 tháng 1 năm 2000 là 16900 người. Trung tâm của huyện đóng ở Ust-Tsilma.